# 労働者災害補償保険
労働者災害補償保険（ろうどうしゃさいがいほしょうほけん）とは、労働者災害補償保険法に基づき、業務災害及び通勤災害に遭った労働者（後述の特別加入者を含む）又はその遺族に給付を行う、日本の公的保険制度である。略称は労災保険と呼ばれる。
- 労働者災害補償保険法については、以下では条数のみ記す。

## 目的
労働者災害補償保険（略称、労災保険）は、業務上の事由又は通勤による労働者の負傷、疾病、障害、死亡等に対して迅速かつ公正な保護をするため、必要な保険給付を行い、あわせて、業務上の事由又は通勤により負傷し、又は疾病にかかった労働者の社会復帰の促進、当該労働者及びその遺族の援護、労働者の安全及び衛生の確保等を図り、もって労働者の福祉の増進に寄与することを目的とする（第1条）。
労災保険は、この目的を達成するため、制度上、労働者災害補償保険の主要事業として行われる、業務災害・通勤災害における保険給付と、独立行政法人労働者健康安全機構（旧・労働福祉事業団→労働者健康福祉機構）等が行う社会復帰促進等事業（旧・労働福祉事業））に基づく各種事業の二本立てとなっている（第2条の2）。
- 労働災害の定義および要件については、労働災害を参照。

## 管掌
「労災保険は、政府が、これを管掌する。」と法定されていて（第2条）、厚生労働大臣がその責任者となる。制度全体の管理運営は厚生労働省労働基準局が行い、地方においては適用、保険料の徴収、費用徴収、二次健康診断等給付の事務を都道府県労働局が行い、保険給付（二次健康診断等給付を除く）、特別支給金、労災就学等援護費、休業補償特別援護金の事務は労働基準監督署が行う。
また、厚生労働大臣は、労災保険の施行に関し、関係行政機関又は公私の団体に対し、資料の提供その他必要な協力を求めることができ（都道府県労働局長に委任可。ただし大臣自らその権限を行使することを妨げない）、協力を求められた関係行政機関又は公私の団体はできるだけその求めに応じなければならない（第49条の3）。
労災保険の運営の費用は、事業主が納付する保険料によって賄われる。また、国庫は予算の範囲内において、労災保険事業に要する費用の一部を補助することができる（第32条）。社会復帰促進等事業及び労災保険事業の事務執行に要する費用に充てるべき金額は、保険料収入及び積立金から生ずる収入等の125分の25を超えないものとする（規則第43条）。

## 適用事業
労災保険は事業所単位で適用される。原則として労働者（労働基準法第9条でいう「労働者」）を一人でも使用する事業は強制適用事業とされる（第3条1項）。届出の有無は問わない。なお、船員保険の被保険者については船員保険法の適用となっていたが、2010年（平成22年）1月1日に失業部門（雇用保険相当）と共に船員保険法から分離され、労災保険法及び雇用保険法にそれぞれ統合されたため、本法の適用事業（「船舶所有者の事業」に分類）である。
労働基準法別表第1第3に定める事業「土木、建築その他工作物の建設、改造、保存、修理、変更、破壊、解体又はその準備の事業」が数次の請負によって行われる場合、災害補償については、その元請負人が使用者とみなされる（労働基準法第87条1項）。この場合、徴収法の適用についても、当該事業を一の事業とみなし、元請負人のみが当該事業の事業主とされる（徴収法第8条1項）。共同企業体（ジョイントベンチャー）によって行われる建設事業において、その全構成員が各々資金、人員、機械等を拠出して、共同計算により工事を施工する共同施工方式がとられている場合、保険関係は、共同企業体が行う事業の全体を一の事業とし、その代表者を事業主として成立する（昭和41年2月15日基災発8号）。
派遣労働者については、派遣元事業主の事業が適用事業とされる（昭和61年6月30日基発383号）。
出向労働者（在籍型出向）に係る保険関係が、出向元事業と出向先事業とのいずれにあるかは、出向の目的及び出向元事業主と出向先事業主とが当該出向労働者の出向につき行なった契約ならびに出向先事業における出向労働者の労働の実態等に基づき、当該労働者の労働関係の所在を判断して、決定すること。その場合において、出向労働者が、出向先事業の組織に組み入れられ、出向先事業場の他の労働者と同様の立場（ただし、身分関係及び賃金関係を除く。）で、出向先事業主の指揮監督を受けて労働に従事している場合には、たとえ、当該出向労働者が、出向元事業主と出向先事業主とが行なった契約等により、出向元事業主から賃金名目の金銭給付を受けている場合であっても、出向先事業主が、当該金銭給付を出向先事業の支払う賃金として、賃金総額に含め、保険料を納付する旨を申し出た場合には当該金銭給付を出向先事業から受ける賃金とみなし、当該出向労働者を出向先事業に係る保険関係によるものとして取り扱うこと（昭和35年11月2日基発第932号）。つまり、出向元・出向先双方の事業が労働契約関係の存在する限度で適用事業となる。
国の直営事業（現行法下では該当する事業はない）・官公署の事業（国家公務員災害補償法・地方公務員災害補償法の適用となる。但し労働基準法別表第一に掲げる事業を除く）、行政執行法人の職員（国家公務員扱い）については、適用除外とされ、労災保険が適用されない（第3条2項）。ただし、地方公共団体の現業部門の非常勤職員、一般の独立行政法人の職員には労災保険の適用がある。
在日公館に関しても外交関係に関するウィーン条約による外交特権の対象とはならず、労災保険が適用される。
同居の親族は、原則として労災保険上の労働者としては取り扱われないので、家族のみで事業を行っている場合は、適用事業場とはならない。なお、同居の親族であっても、常時同居の親族以外の労働者を使用する事業において、一般事務又は現場作業等に従事し、かつ、次の要件を満たすものは労災保険法上の労働者として取り扱う。
1. 事業主の指揮命令に従っていることが明確であること。
2. 就労の実態が当該事業場における他の労働者と同様であり、賃金もそれに応じて支払われていること。特に、以下の要件について、就業規則その他これに準ずるものに定めるところにより、その管理が他の労働者と同様になされていること。
  - 始業・終業の時刻、休憩時間、休日、休暇等
  - 賃金の決定、計算及び支払の方法、賃金の締切り日及び支払の時期等

個人経営の農林水産業については、以下の要件を満たすと暫定任意適用事業とされ、労災保険への加入は、事業主の任意となる。また労働者の過半数の希望があったときは、事業主は任意加入しなければならない。雇用保険とは異なり、事業主が任意加入しようとするときに、労働者の同意を得る必要はないし（労働者に保険料の負担義務がないため）、任意加入義務違反があったとしても罰則はない。事業主は、任意加入申請書を都道府県労働局長に（所轄労働基準監督署長を経由して）提出し、厚生労働大臣（都道府県労働局長に権限委任）の認可があった日に保険関係が成立する。
- 農業については、常時使用する労働者数が5人未満で、かつ常時労働者を使用して特定危険有害作業を行う事業ではないこと。さらに事業主が特別加入していないこと。
- 水産業については、常時使用する労働者数が5人未満で、かつ常時労働者を使用して特定危険有害作業を行う事業ではないこと。さらに総トン数5トン未満の漁船又は河川、湖沼、特定水面（全国に10か所）で操業する漁船で操業すること。
- 林業については、常時労働者を使用せず、かつ年間使用延べ労働者数が300人未満であること。

事業主は、労災保険に関する法令のうち、労働者に関係のある規定の要旨、労災保険に係る保険関係成立の年月日及び労働保険番号を常時事業場の見易い場所に掲示し、又は備え付ける等の方法によって、労働者に周知させなければならない。事業主は、その事業についての労災保険に係る保険関係が消滅したときは、その年月日を労働者に周知させなければならない（施行規則第49条）。

## 適用労働者
適用事業に使用されて賃金を支払われていれば、適用労働者とされる。雇用保険や厚生年金の対象とならない小規模な個人事業に雇われている労働者、パートやアルバイト、試用期間中の者、さらに海外出張者（国内の事業所に使用される者）、日雇労働者、外国人労働者（不法就労者も含む）なども適用労働者となる。
労働時間の全部又は一部について、自宅で情報通信機器を用いて行う在宅勤務者についても、在宅勤務者の使用従属関係や賃金支払の有無等により判断し、労働者と認められれば労災保険の適用がある（平成16年3月5日基発0305003号）。
法人の取締役・監査役であっても、事実上業務執行権を有する取締役等の指揮監督を受けて労働に従事し、その対償として賃金を得ている者は、原則として「労働者」として取り扱う。
2以上の事業に使用される者は、それぞれの事業において適用労働者となる。
雇用保険とは異なり、個々の労働者ごとの資格取得・喪失の届出は必要ない。

## 特別加入
労災保険は労働基準法の適用を受けない者（個人事業主、法人の代表取締役、家事使用人、同居の親族等）には適用されず、また、労災保険は国外の事業には適用されないので、海外派遣者（国外の事業に使用される者）は適用労働者とならない。これらの者で労災保険への加入を希望する者については、一定の要件のもとに特別加入制度が設けられている（第33〜36条）。
特別加入者が複数の事業を行っている場合、それぞれの事業において保険関係の成立・特別加入が必要であり、一の事業で特別加入していても他の事業で労働災害が発生した場合は保険給付の対象とならない（姫路労基署長事件、最判平成9年1月23日）。
特別加入者は、政府の承認を受ければいつでも脱退することができる。ただし中小事業主等の場合は、脱退する場合も原則として事業に従事する者を包括して脱退しなければならない。また政府は、事業主等の法令違反があったときには特別加入の承認の取消・保険関係の消滅をすることができる。ただし特別加入者たる地位を失っても、既に発生した特別加入者の保険給付を受ける権利はそのことによって変更されない。また特別加入期間中に生じた事故によるものであれば、特別加入者たる地位を失った後に初めて受給権が発生した保険給付であっても受給することができる。
特別加入の申請に対する都道府県労働局長の承認は、「申請の日の翌日から30日以内で申請者が加入を希望する日」となる。特別加入者がその要件を満たさなくなったとき、団体の構成員でなくなったときはその日に、団体が解散したときはその解散の翌日に、特別加入者としての地位が消滅する。

### 第1種特別加入者
金融業、保険業、不動産業、小売業については常時使用する労働者数が50人以下、卸売業、サービス業については100人以下、その他の事業については300人以下の規模の事業を行う中小事業主と、その者が行う事業に従事する者（労働者でない者）は、第1種特別加入者となる（規則第46条の16）。
第1種特別加入者が特別加入するためには、中小事業主が特別加入申請書を、所轄労働基準監督署長を経由して所轄都道府県労働局長に提出し、政府の承認を受けなければならない（規則第46条の19）。この承認を受けるためには、以下の要件を満たさなければならない。
- その事業について労災保険に係る保険関係が成立していること
  - 暫定任意適用事業であって労災保険に係る保険関係が成立していない事業の事業主は特別加入することはできないが、任意加入の申請と特別加入の申請は同時に行うことができる。
- 労災保険に係る労働保険事務の処理を労働保険事務組合に委託していること
- 中小事業主及びその者が行う事業に従事する者を包括して加入すること
  - 就業の実態のない中小事業主、事業主本来の業務のみに専念する中小事業主については、その者が行う業務に従事する者のみを加入させることができる。

特別加入者の従事する作業が以下のものである場合は、加入申請書にその者の業務歴を記載しなければならない（第2種でも同様）。業務に従事した以下の期間により、特別加入の際に加入時健康診断を受診しなければならない（受診費用は国庫負担）。健康診断の結果、療養に専念することが必要と診断されれば加入は認められず、また加入前の業務に主たる要因があると認められる疾病については保険給付は行われない。
- 粉じん作業を行う業務（3年）
- 身体に振動を与える業務（1年）
- 鉛業務（6か月）
- 有機溶剤業務（6か月）

2以上の事業を行う事業主は、承認基準を満たしている限り、2以上の事業について特別加入することができる。
徴収法の規定により労災保険の保険関係が一括され、元請負人のみが事業主となる場合であっても、下請負人である中小事業主は労災保険に特別加入することができる（この場合であっても雇用保険の保険関係については一括の制度はない）。

### 第2種特別加入者
以下の事業（規則第46条の17）を労働者を使用しないことを常態とする自営業者（いわゆる「一人親方」等）、並びに特定作業従事者は、第2種特別加入者となる。
- 自動車（125cc以下の原動機付自転車を含む）を使用して行う旅客又は貨物の運送の事業
- 土木、建築その他の工作物の建設、改造、保存、原状回復、修理、変更、破壊もしくは解体又はその準備の事業
- 漁船による水産動植物の採捕の事業（下記、船員の事業を除く）
- 林業の事業
- 医薬品の配置販売の事業
- 再生利用の目的となる廃棄物等の収集、運搬、選別、解体等の事業
- 船員法第1条に規定する船員が行う事業
- 柔道整復師[1]（令和3年4月1日より）、あん摩マッサージ指圧師、はり師、きゅう師[2]（令和4年4月1日より）が行う事業
- 高年齢者等の雇用の安定等に関する法律第10条の2第2項に規定する創業支援等措置に基づき、同項第1号に規定する委託契約その他の契約に基づいて高年齢者が新たに開始する事業又は同項第2号に規定する社会貢献事業に係る委託契約その他の契約に基づいて高年齢者が行う事業[1]
- 原動機付自転車又は自転車を使用して行う貨物の運送の事業（令和3年9月1日より（令和3年7月20日厚生労働省令第123号））
- 歯科技工士[3]（令和4年7月1日より）が行う事業
- 特定フリーランス事業（令和6年11月1日より）[4]

「特定作業従事者」とは、以下の作業に従事する者であって労働者でない者である（規則第46条の18）。
- 特定農作業および指定農業機械作業（労働者を使用している場合には、当該労働者に係る保険関係を成立させていなければ特別加入できない）
- 職場適応訓練作業等
- 家内労働者及びその補助者の特定作業
- 労働組合等の常勤役員の特定作業
- 日常生活援助作業（介護作業、家事支援）
  - 平成30年の改正法施行により、家政婦紹介所の紹介等により個人家庭に使用されるために家事使用人として労働基準法及び労災法が適用されない者のうち、介護サービスを供給する者（介護作業従事者）については、従前から特別加入の制度が設けられていたが、同じ家事使用人であっても、家事、育児等の作業に従事する者については、当該制度の対象外となっていた。仕事と家庭の両立支援、女性の活躍を促進する中で、家事、育児等の支援サービスの需要が増大するものと考えられるため、家事支援従事者の就労条件を整備する必要があること、また、家事使用人は、介護サービスと家事、育児等の作業の双方を同時に実施することも多く、就労形態、災害発生状況及び求め得る災害防止措置等について類似していることからも、介護作業従事者と同様、労働者に準じて労災保険により保護するにふさわしい者であると考えられる。こうした観点から、平成29年12月21日の労働政策審議会（労働条件分科会労災保険部会）においても、家事、育児等の作業に従事する者を新たに特別加入の対象に加えることについて答申がなされたこと等から、当該者に係る特別加入制度を新設することとしたものである。なお旧規則に基づき、介護作業従事者として特別加入している者は、新規則に規定される特別加入者として承認を受けているものとみなされる（平成30年2月8日基発0208第1号）。
- 放送番組（広告放送を含む。）、映画、寄席、劇場等における音楽、演芸その他の芸能の提供の作業又はその演出若しくは企画の作業[1]
- アニメーションの制作の作業[1]
- 情報処理システムの設計等の情報処理に係る作業（ITエンジニア）（令和3年9月1日より（令和3年7月20日厚生労働省令第123号））

第2種特別加入者が特別加入するためには、一人親方等の団体が特別加入申請書を、所轄労働基準監督署長を経由して所轄都道府県労働局長に提出し、政府の承認を受けなければならない（規則第46条の23）。この承認を受けるためには、以下の要件を満たさなければならない。
- 加入しようとしている一人親方等が、団体の構成員となっていること
- 同種の事業又は同種の作業について重ねて特別加入するものではないこと
- 一人親方等の団体は、法人である必要はないが、一人親方等の相当数を構成員とし、団体の組織運営方法が整備され、労働保険事務を確実に処理する能力があると認められること
  - 船員法第1条に規定する船員が行う事業・家内労働者及びその補助者の特定作業の団体である場合を除き、団体はあらかじめ業務災害の防止に関し、当該団体が講ずべき措置及び構成員が守るべき事項を定めなければならない（一般に一人親方等は、労働安全衛生法等の業務災害防止のための諸措置のような義務がないため、一般の労働者との均衡を考慮して定められている）。

### 第3種特別加入者
日本国内の企業から海外の支店や合弁事業等へ出向する労働者や国際協力事業団等により海外に派遣される専門家が増加しているが、これらの労働者等については、海外出張として日本の労災保険制度の適用を受ける場合を除き、その労働災害についての保護は必ずしも十分とはいえなかったことから、昭和52年4月の改正法施行により新設された（昭和52年3月30日基発192号）。
以下の海外派遣者は、第3種特別加入者となる。
- 開発途上地域に対する技術協力の実施の事業（有期事業を除く）を行う団体から派遣されて、開発途上地域で行われる事業（有期事業を含む）に従事する者
- 日本国内で行われる事業（有期事業を除く）から派遣されて海外の支店・工場等で行われる事業（有期事業を含む）に従事する者（当該事業が特定事業に該当しない場合は、当該事業に使用される労働者として派遣する者に限る）
  - 派遣元の事業との雇用関係は転勤、在籍出向、移籍出向等種々の形態で処理されることになろうが、それがどのように処理されようとも、派遣元の事業主の命令で海外の事業に従事し、その事業との間に現実の労働関係をもつ限りは、特別加入の資格に影響を及ぼすものではない（昭和52年3月30日基発192号）。
  - 新規に海外に派遣される者のみならず、すでに海外に派遣されている者も特別加入できるが、現地採用者は特別加入できない。また、単に留学を目的として海外に派遣される者は特別加入できない（昭和52年3月30日基発192号）。
- 日本国内の事業主から、海外にある中小規模の事業（第1種と同様）に事業主等（労働者ではない者）として派遣される者
  - 海外の事業が中小規模であれば、日本国内の派遣元が中小規模でなくてもよい。

第3種特別加入者が特別加入するためには、国内の派遣元の団体・事業主が特別加入申請書を、所轄労働基準監督署長を経由して所轄都道府県労働局長に提出し、政府の承認を受けなければならない（規則第46条の25の2）。この承認を受けるためには、派遣元の団体・事業主が行う事業について労災保険に係る保険関係が成立していなければならない（昭和52年3月30日基発192号）。なお、保険関係が消滅した場合、従来は保険関係消滅届の提出が義務付けられていたが、平成25年4月から事務手続きの簡素化により提出義務は廃止された。
海外派遣者が同一の支給事由について、派遣先の事業の所在する国の労災保険から保険給付が受けられる場合、日本の労災保険の保険給付との調整を行う必要はない（平成11年2月18日基発77号）。
海外派遣者の特別加入制度の制度は、海外出張者に対する労災保険制度の適用に関する措置に何らの影響を及ぼすものではない。すなわち、海外出張者の業務災害については、特段の加入手続を経ることなく、当然に労災保険の保険給付が行われる。なお、海外出張者として保護を与えられるのか、海外派遣者として特別加入しなければ保護が与えられないのかは、単に労働の提供の場が海外にあるにすぎず国内の事業場に所属し、当該事業場の使用者の指揮に従って勤務するのか、海外の事業場に所属して当該事業場の使用者の指揮に従って勤務することになるのかという点からその勤務の実態を総合的に勘案して判定されるべきものである（昭和52年3月30日基発192号）。

## 保険料
保険料は労災保険の趣旨から事業主が全額負担する。特別加入者であっても同様である。
- （一般）保険料=賃金総額×保険料率
  - 請負による建設の事業[注釈 11]の保険料計算の場合は、請負金額×労務費率を賃金総額に擬制して計算する方法も認められている。
  - 立木の伐採の事業の場合は、素材1立方メートルを生産するために必要な労務費の額×生産する全ての素材の材積を賃金総額に擬制して計算する方法も認められている。
  - 造林業等の林業及び漁業の場合は、厚生労働大臣が定める平均賃金に相当する額×それぞれの労働者の使用期間の総日数の合計を賃金総額に擬制して計算する方法も認められている。
- 特別加入保険料=特別加入保険料算定基礎額の総額×特別加入保険料率
  - 特別加入保険料算定基礎額は、その特別加入者の給付基礎日額の365倍とする。

労災保険において事業とは、一定の場所においてある組織のもとに相関連して行われる作業の一体をいい、工場、建設現場、商店等のように利潤を目的とする経済活動のみならず社会奉仕、宗教伝道等のごとく利潤を目的としない活動も含まれる。一定の場所において、一定の組織の下に相関連して行われる作業の一体は、原則として一の事業として取り扱う。ただし、船員を使用して行う船舶所有者の事業については、その業態にかかわらず、船舶所有者の事業以外の事業とは別個の事業として取り扱うものとする。継続事業については、同一場所にあるものは分割することなく一の事業とし、場所的に分離されているものは別個の事業として取り扱う。ただし、同一場所にあっても、その活動の場を明確に区分することができ、経理、人事、経営等業務上の指揮監督を異にする部門があって、活動組織上独立したものと認められる場合には、独立した事業として取り扱う。また、場所的に独立しているものであっても、出張所、支所、事務所等で労働者が少なく、組織的に直近の事業に対し独立性があるとは言い難いものについては、直近の事業に包括して全体を一の事業として取り扱う。有期事業については、当該一定の目的を達するために行われる作業の一体を一の事業として取り扱う。一の事業の「事業の種類」の決定は、主たる業態に基づき決定する（平成12年2月24日発労徴12号・基発94号）。
保険料率（一般保険料率）は、保険給付及び社会復帰促進事業に要する費用の予想額に照らし、将来にわたって労災保険の事業に係る財政の均衡を保つことができるものでなければならないとされ（徴収法第12条2項）、原則として3年に1度、労災保険の適用を受けるすべての事業の過去3年間の業務災害・通勤災害に係る災害率、二次健康診断等給付に要した費用の額、社会復帰促進等事業として行う事業の種類及び内容その他の事情を考慮して、厚生労働大臣が定める。派遣労働者については、派遣元が適用事業主として保険料の納付義務を負うが、保険料率は派遣先の実態に応じて決定する。全55業種につきそれぞれ事業の種類により0.25（「計量器・光学機械・時計等製造業（電気機械器具製造業を除く）」、「通信業・放送業・新聞業又は出版業」、「金融業・保険業又は不動産業」等）〜8.8%（「金属鉱業、非金属鉱業、（石灰石鉱業又はドロマイト鉱業を除く）又は石炭鉱業」）とされている。労働災害発生の可能性が高いとされる、いわゆる「3K」（きつい・危険・汚い）業種の保険料率が高くなっている。現在の保険料率（2024年（令和6年）4月1日改定）については、外部リンク参照。
特別加入者の保険料率（特別加入保険料率）は、
- 第1種特別加入者：中小事業主が行う事業に係る労災保険料率（一般保険料率）と同一の率[注釈 12]
- 第2種特別加入者：事業又は作業の種類に応じ、0.3〜5.2%
- 第3種特別加入者：一律0.3%

### メリット制
労災保険率は、業種によって災害のリスクが異なることから、事業の種類ごとに定められているが、事業の種類が同じでも、作業工程、機械設備、作業環境、事業主の災害防止努力の違いにより、個々の事業場の災害率には差が生じる。そこで、事業主の保険料負担の公平性の確保と、労働災害防止努力の一層の促進を目的として、その事業場の労働災害の多寡に応じて、一定の範囲内で労災保険率（継続事業（一括有期事業を含む。以下同じ）の場合）または労災保険料額（有期事業の場合）を増減させる制度（メリット制）を設けている。
継続事業のメリット制
継続事業では、その業種に適用される労災保険率から、非業務災害率（全業種一律0.6/1000）を引いた率を40％の範囲で増減させて、労災保険率（「メリット料率」）を決定する。
対象となる事業は、
- メリット制が適用される保険年度の前々保険年度に属する3月31日（「基準日」）において、労災保険の保険関係が成立してから3年以上経過していること
- 基準日の属する保険年度の前々保険年度から遡って連続する3保険年度中（「収支率算定期間」）の各年度において、使用した労働者数に関して、次のいずれかを満たしていること
  - 100人以上の労働者を使用した事業であること。
  - 20人以上100人未満の労働者を使用した事業であって、災害度係数が0.4以上であること（災害度係数＝労働者数×（業種ごとの労災保険率－非業務災害率））
  - 一括有期事業においては、連続する3保険年度中の各保険年度において確定保険料の額が40万円以上であること

労災保険料率を上げ下げする基準は、基準日における保険料に対する保険給付の割合（「メリット収支率」）により、メリット収支率が85%を超え（保険給付が多い≒労災が多い）または75%以下となる（保険給付が少ない≒労災が少ない）場合は、事業の種類に応じて定められている労災保険率から非業務災害率を減じた率を40%（確定保険料が100万円未満の一括有期事業は30%）の範囲内で上げ下げし、これに非業務災害率を加えた率を、基準日の属する保険年度の翌々保険年度において当該事業に適用する労災保険率とする。
- 例えば平成25年4月1日（平成25年度）に保険関係が成立した事業において、平成28年3月31日（平成27年度、保険関係成立から3年経過）までの3年間にメリット収支率が所定の値に達した場合、翌々保険年度たる平成29年4月1日（平成29年度）からメリット制が適用される。

有期事業のメリット制
有期事業（一括有期事業を除く。以下同じ）では、事業終了後、いったん確定精算した労災保険料の額を、メリット制により増減する。
対象となる事業は、
- 確定保険料の額が40万円以上[注釈 13]であること
- 建設の事業は請負金額（消費税相当額を除く）が1億1千万円以上[注釈 14]、また、立木の伐採の事業は素材の生産量が1000立方メートル以上であること。

改定確定保険料は、算定したメリット収支率によって継続事業と同様にメリット増減率を判定し、その増減率に基づき40%（立木の伐採の事業は35%）の範囲内で上げ下げし算定する。有期事業のメリット制によって確定保険料が引き上げられた場合、所轄都道府県労働局歳入徴収官は通知を発する日から起算して30日経過後を納期限として事業主に納入告知書で通知しなければならない。逆に引き下げられた場合、事業主は10日以内に差額還付請求が行えるが、未納の労働保険料その他の徴収金がある場合は優先的にそちらに充当される。
特例メリット制
中小企業における労働災害防止活動を一層促進する目的で、所定の安全衛生措置を講じた中小企業事業主を対象に「特例メリット制」が設けられている。
対象となる事業は、
- メリット制が適用される継続事業であること（建設の事業及び立木の伐採の事業を除く）
- 厚生労働省令で定める労働者の安全または衛生を確保するための措置（安全衛生措置）を講じたこと
  - 具体的には、機械設置等の計画届の免除の認定を受けた事業主が講ずる措置（労働安全衛生マネジメントシステムの実施）を講じて、都道府県労働局長の確認を受けることが必要
- 中小事業主であること
  - 常時使用する労働者数が、金融業、保険業、不動産業、小売業、飲食店については50人以下、卸売業、サービス業については100人以下、その他の事業については300人以下。
- 安全衛生措置を講じた保険年度の次の保険年度の初日から6か月以内に、特例メリット制の適用を申告していること

特例メリット制による労災保険率の増減は、継続事業のメリット制と同じ方法で算定するメリット収支率を基準として行う（通常は最大40％のメリット増減率を最大45％とする）。安全衛生措置を講じた保険年度の翌々保険年度から3年間、特例メリット制による労災保険率の増減が適用される。

### 事業主からの費用徴収
労災保険への加入手続は前述の通り、労働者を1人でも雇用したら行わなければならないものであるが、実際には、事業主による手続忘れや故意による未手続も多い。そのため未手続事業主の注意を喚起し労災保険の適用促進を図ることを目的として1987年（昭和62年）に費用徴収の制度が設けられた。さらに2005年（平成17年）11月より徴収金額の引き上げや徴収対象とする事業主の範囲拡大がなされている。
政府は以下のような事故について保険給付を行ったときは、その保険給付（療養（補償）給付、介護（補償）給付、二次健康診断等給付を除く）に要した費用の全部または一部を事業主から徴収することができる（第31条）。ただし、これによって労働者に対する保険給付が制限されるわけではない。
- 都道府県労働局及び労働基準監督署などの行政機関から、保険関係成立届の提出ほか所定の手続をとるよう指導（職員が直接指導するものに限る）を受けたにもかかわらず、指導から10日経過しても事業主がその手続を行わない間に労災事故が発生した場合　→　「故意」と判断し、保険給付額の100%を事業主から徴収
- 厚生労働省労働基準局長の委託する労働保険適用促進業務を行う社団法人全国労働保険事務組合連合会の支部である都道府県労働保険事務組合連合会（都道府県労保連）又は同業務を行う都道府県労保連の会員である労働保険事務組合から、保険関係成立届の提出ほか所定の手続をとるよう勧奨（加入勧奨）を受けたにもかかわらず、10日経過しても事業主がその手続を行わない間に労災事故が発生した場合　→　「故意」と判断し、保険給付額の100%を事業主から徴収
- 行政機関等からの、保険関係成立届の提出ほか所定の手続をとるよう指導・加入勧奨を受けていないが、事業主が保険関係成立の日から1年経過してもその手続を行わない間に労災事故が発生した場合　→　「重大な過失」と判断し、保険給付額の40%を事業主から徴収
  - この場合であっても、下記のいずれかの事情が認められるときは、事業主の重大な過失として認定しない。
    - 事業主が、その雇用する労働者について、労働者に該当しないと誤認したために保険関係成立届を提出していなかった場合（当該労働者が取締役の地位にある等労働者性の判断が容易でなく、事業主が誤認したことについてやむを得ない事情が認められる場合に限る）。
    - 事業主が、本来独立した事業として取り扱うべき出張所等について、独立した事業には該当しないと誤認したために、当該事業の保険関係について直近上位の事業等他の事業に包括して手続をとっている場合[注釈 16]。

  - 1年以内の場合で特例的に保険給付を行った場合、通常の保険料とは別個に特別の保険料を徴収する。この徴収期間中は任意に脱退することはできない。
- 事業主が一般保険料を納付しない期間（督促状に指定する期限後の期間に限る）中に生じた事故　→　保険給付額の40%×滞納率を事業主から徴収
- 事業主が故意または重大な過失により生じさせた業務災害の原因である事故　→　保険給付額の30%を事業主から徴収
- 偽りその他不正の手段により保険給付を受けた者があるときは、その保険給付に要した費用に相当する金額の全部または一部をその者から徴収することができる。この場合において事業主が虚偽の報告・証明をしたがためにその保険給付が行われた場合は、その者と事業主とが連帯して徴収金を納付するよう命ぜられることがある。

費用徴収は、療養開始日（即死の場合は事故発生日）の翌日から起算して3年以内に支給事由が生じたもの（年金給付については、この期間に支給事由が生じ、かつ、この期間に支給すべきもの）について、支給の都度行われる。なお、算出された額が1,000円未満の場合には費用徴収を行わず、また徴収金には延滞金を課さないとされる。
行政機関等からの指導・加入勧奨については、当該行政機関等が事業の存在を把握したものについて順次行われる。特に、事業の開始に際し、行政機関等への登録、届出、許認可等が要件となっている事業については、それらの行為に基づいて事業の存在が把握されるため、原則として指導等の対象となるものと考えてよい。なお、行政機関は事業の存在を把握しているに過ぎず、労災保険の適用・非適用までは把握していないので、労災保険の非適用事業であっても指導等の対象となる（ただし、この場合は非適用事業である旨を確認して指導等が終了する）。

## 給付基礎日額
年金額等の算定には、あらかじめ定められた算式によって決定される「給付基礎日額」を用いる（第8条）。給付基礎日額は、原則として労働基準法第12条でいう平均賃金に相当する額とされ、同様の方法で計算する。算定すべき事由の発生した日とは、事故発生日又は疾病の発生が診断により確定した日とされる。なお平均賃金の算定については1円未満の端数を切り捨てるが、給付基礎日額の算定では1円未満の端数を1円に切り上げる（第8条の5）。この方法で算定することが適当でない場合には、厚生労働省労働基準局長が定める基準に従って算定する額とする。
- 平均賃金相当額が自動変更対象額に満たない場合は、自動変更対象額が最低保障され（規則第9条）、給付基礎日額がこの金額を下回ることはない（平均賃金相当額が自動変更対象額に満たない場合でも、スライド改定額が自動変更対象額以上となる場合は、平均賃金相当額が給付基礎日額となる）。被災時の事情により給付基礎日額が極端に低い場合を是正し、補償の実効性を確保することが狙いである。自動変更対象額は毎年8月に、毎月勤労統計の調査結果による年度の平均給与額に従って改定され（10円未満四捨五入）、令和6年8月改定では4,090円となっている（令和6年7月26日厚生労働省告示246号）。この改定は完全自動賃金スライドであるため、変動率がわずかであっても変動に応じて毎年改定される。
- 年齢階層別の最低限度額・最高限度額が定められている（第8条の2〜8条の4）。支給事由が生じた日の属する四半期の初日における年齢により、療養を開始した日から起算して1年6か月を経過した日以後の日について支給される休業（補償）給付、年金たる保険給付（当初から）の計算では、給付基礎日額はこの範囲内（スライド改定が行われた場合は改定後の給付基礎日額について）に収まる（一時金には適用されない）。被災時の年齢による不均衡の是正等が狙いである。最低限度額・最高限度額は毎年8月に、前年の賃金構造基本統計の調査結果に基づき改定され、賃金の変動率とは関係なく毎年定められる。最新の最低限度額・最高限度額については外部リンク参照。
- 四半期ごとの平均給与額に10%以上の増減があった場合には、その翌々四半期の初日以降に支給される休業（補償）給付については、給付基礎日額にスライド率が乗じられ、改定された額となる（休業給付日額のスライド制、第8条の2）。
- 算定事由発生日の属する年度の翌々年度の8月以後の分として支給する年金たる保険給付については、給付基礎日額に当該支給月の属する年度の前年度（4〜7月は前々年度）の平均給与額を算定事由発生日の属する年度の平均給与額で除して得た率を基準として厚生労働大臣が定める率を乗じて得た額を給付基礎日額とする（年金給付基礎日額のスライド制、第8条の3）。
- 特別加入者については3,500〜25,000円の間の16階級で特別加入者の希望額を考慮して所轄都道府県労働局長が定める。変更を希望する場合は、3月2日〜3月31日の間に申請することで、翌年度より変更される（給付基礎日額変更申請書を提出する前に災害が発生している場合は、当年度の給付基礎日額変更は認められない）。なお家内労働者及びその補助者は、下限が2,000円となる特別適用額がある。特別加入者には年齢階層別の最低限度額・最高限度額は適用されない。
- 私傷病休業者、じん肺患者、船員には特例が設けられている。

## 保険給付
大きく3つに分けられ、
- 労働者の業務上の負傷、疾病、障害又は死亡（以下「業務災害」という）に関する保険給付
- 労働者の通勤による負傷、疾病、障害又は死亡（以下「通勤災害」という）に関する保険給付
- 二次健康診断等給付

がある。
そして、業務災害（通勤災害）に関する保険給付として
- 療養補償給付（療養給付）
- 休業補償給付（休業給付）
- 傷病補償年金（傷病年金）
- 障害補償給付（障害給付）
- 遺族補償年金（遺族年金）
- 葬祭料（葬祭給付）
- 介護補償給付（介護給付）

がある。通勤による災害は、直接には使用者側に補償責任はないため、業務災害の各給付（年金）名から補償という文字をはずした名称を用いる。
年金たる保険給付の支給は、支給すべき事由の生じた月の翌月から始め、支給を受ける権利が消滅した月で終わる。年6回、偶数月にそれぞれの前月分までが支払われる（第9条）。
政府は、保険給付に関して必要であると認めるときは、保険給付を受け、又は受けようとする者に対し、その指定する医師の診断を受けるべきことを命ずることができるほか、当該医師等に対してその行った診療に関する事項について報告もしくは物件の提示を命じ、又は当該職員に物件を検査させることができる。その者が命令に従わないときは、保険給付の支払いを一時差し止めることができる。
年金たる保険給付の受給権者は、1月から6月生まれの者は毎年6月30日、7月から12月生まれの者は毎年10月31日までに、定期報告書を所轄労働基準監督署長に提出しなければならない。傷病（補償）年金の受給権者の場合は、これに医師等の診断書（提出期限日前1月以内に作成されたもの）を添付しなければならない。
保険給付を受けるべき者が、事故のため、みずから保険給付の請求その他の手続を行うことが困難である場合には、事業主は、その手続を行うことができるように助力しなければならず、事業主は、保険給付を受けるべき者から保険給付を受けるために必要な証明を求められたときは、すみやかに証明をしなければならない（施行規則第23条）。事業主は、当該事業主の事業に係る業務災害または通勤災害に関する保険給付の請求について、所轄労働基準監督署長に意見を申し出ることができ、これにより意見の申出があったときは、これを保険給付に関する決定にあたっての参考資料として活用することとされる（施行規則第23条の2）。
船舶・航空機の沈没・墜落・転覆・滅失・行方不明があった際現にその船舶・航空機に乗っていた労働者若しくは船舶・航空機に乗っていてその船舶・航空機の航行中に行方不明となった労働者の生死が3か月間わからない場合又はこれらの労働者の死亡が3か月以内に明らかとなり、かつ、その死亡の時期がわからない場合には、遺族補償給付、葬祭料、遺族給付及び葬祭給付の支給に関する規定の適用については、その船舶・航空機の沈没・墜落・転覆・滅失・行方不明となった日又は労働者が行方不明となった日に、当該労働者は、死亡したものと推定する（第10条）。これにより、民法の規定による失踪宣告（危難失踪の場合は1年）を待たずして労働者の遺族が早期に給付を受けることができる。東日本大震災により行方不明となった労働者についても3か月間労働者の所在が不明の場合、震災日（平成23年3月11日）に死亡したものと推定して死亡に関する給付を行う（東日本大震災に対処するための特別の財政援助及び助成に関する法律第79条）。
2014年（平成26年）度の労災保険給付の新規受給者数は619,599人であり、前年度に比べ16,672人の増加（2.8%増）となっている。そのうち業務災害による受給者が545,007人、通勤災害による受給者が74,592人となっている。

### 療養補償給付・療養給付
業務災害・通勤災害により、労災病院（労災保険法に基づく社会復帰促進事業として設置された病院をいう。以下同じ）・労災指定医療機関等（都道府県労働局長の指定する病院又は診療所をいう。以下同じ）で療養（治療）を必要とする場合は、療養の必要が生じたときから、傷病が治癒するか、死亡又は症状が固定化して療養の必要がなくなるまでの間、原則として必要な療養の給付（現物給付）が行われる（第12条の8第2項）。業務上の疾病が治って療養の必要がなくなってもその後にその疾病が再発した場合は、原因である業務上の疾病の連続であって独立した別個の疾病でないから、引き続き補償は行われる（昭和23年1月9日基災発13号）。給付請求書に、「負傷又は発病の年月日」「災害の原因及び発生状況」について事業主の証明を受けたうえで、病院等を経由して所轄労働基準監督署長に提出することで行われる。指定病院等を変更する場合も同様の届出が必要である。給付の範囲は以下のとおり（政府が必要と認めるものに限る）である。
- 診察
- 薬剤又は治療材料の支給
- 処置、手術その他の治療
  - 死後の診断又は医師の判断により死体に施した適宜の処置は療養の範囲に属するが、本来葬儀屋が行うべき処置（死体のアルコール清拭、口腔等への脱脂綿充填等）は医師が代行した場合は葬祭料の範囲に属する（療養の範囲に属さない）（昭和23年7月10日基災発97号）
  - 医師が直接の指導を行わない温泉療養については支給されない。ただし、病院等の付属施設で医師が直接指導のものにおいて行うものについてはこの限りでない（昭和25年10月6日基発916号）
- 居宅における療養上の管理及びその療養に伴う世話その他の看護
- 病院または診療所への入院及びその療養に伴う世話その他の監護
- 移送（原則として片道2キロメートル以上の場合に給付対象となる）
  - 業務災害の発生直後に重症患者を災害現場から労災病院に病院備え付けの救急車をもって移送した場合、監督署長の承認の下に特に労災病院に転院のため救急車をもって収容する場合は移送の範囲に含まれる（昭和31年4月27日基収1058号）。病院の自家用車を用いた場合でも、請求額が社会通念上妥当と認められる場合は全額が支払われる（昭和31年9月22日基収1058号）。
  - 災害現場で医師の治療を受けずに医療機関への搬送中に死亡した場合、死亡に至るまでに要した搬送費用は移送費として支給される（昭和30年7月13日基収841号）
  - 遠隔地において死亡した場合の火葬料及び遺骨の移送に必要な費用は、療養補償費の範囲に属さない（昭和24年7月22日基収2303号）

例外として、療養の給付をすることが困難な場合、又は療養の給付を受けないことについて労働者に相当の理由がある場合には、療養の給付に代えて療養の費用を支給することができる（現金給付）。「相応の理由がある場合」とは、労災指定医療機関以外の医療機関に緊急の必要でかかった場合や、最寄りの医療機関が指定医療機関等でなかった場合をいう。この場合、療養の費用は一旦自己負担となるが、療養の費用請求書に、「負傷又は発病の年月日」「災害の原因及び発生状況」について事業主の証明を受け、「傷病名および療養の内容」「療養に要した費用の額」について診療担当者の証明を受けて、直接所轄労働基準監督署長に提出することで、後日償還される。
この支給は、業務災害の場合は自己負担なしで受けられるが、通勤災害の場合は以下の者を除き、200円（健康保険法による日雇特例被保険者は100円）の一部負担金がある（療養に要した費用が200円（100円）に満たない場合は、その現に療養に要した費用の総額が一部負担金となる）。この一部負担金は、休業給付の最初の支給額から控除されることで徴収される。
- 第三者の行為によって生じた事故により療養給付を受ける者
- 療養の開始後3日以内に死亡した者その他休業給付を受けない者
- 同一の通勤災害に係る療養給付についてすでに一部負担金を納めた者
- 特別加入者

なお、労災の対象になる場合は、健康保険等の対象外となり、第三者行為の如何に関わらず、初めから健康保険を適用して受診することができない。療養の給付に関して、労災の対象となるかどうかは、労働基準監督署長が諸事情を考慮して決定する（未決期間は業務上として取り扱う）。ただ後日、「初回から労災として認めない」との決定を受ける場合がある（労災は申請してもすぐに決定が出るわけではない）。この場合、初回分から改めて健康保険等での受診として計算し直し（健康保険を適用しない場合は原則自由診療となり、医療機関は比較的自由に診療費用を設定できる）、患者は医療機関に自己負担金（自由診療の場合の費用や健康保険適用の場合の差額など）を支払う必要が生じる。この決定が、数年後という場合もあるため、自己負担金が高額となり、患者の経済的な負担や、医療機関の未収金などの問題となる場合もある。
療養の給付は現物給付なので時効にかからないが、療養の費用の給付は、療養に要する費用を支払った日の翌日から起算して2年の時効にかかる（第42条）。

### 休業補償給付・休業給付
業務災害又は通勤災害による傷病の療養のため労働することができず、賃金を受けられないとき、休業の4日目から休業の続く間、支給される（第14条）。
給付は休業日が途中で断続していても、休業の続く限り支給される。日々雇入れられる者についても、補償請求権は労働関係の存在を権利の発生要件としているので、これに対する反対解釈の余地をなくするために労働基準法第83条（補償を受ける権利）に明記したものであって、当然補償費を支払うべきものである。従って労災保険法においても何等異なる取扱いをなすものではない（昭和23年8月9日基収2370号）。ただし、労働者が刑事施設、労役場、少年院その他これらに準ずる施設に拘禁・収容されている場合には支給されない（第14条の2）。また、傷病（補償）年金を受けることとなった場合は打ち切られる（傷病（補償）年金を受給後に障害の程度が該当しなくなった場合は、再度休業（補償）給付を請求する）。
支給要件として要求されるのは以下の通りである。
- 療養のためであること
  - 治癒後の処置により休業する場合には支給されない。例えば、業務上の負傷が治癒した後に義肢等装着のため整形外科診療所に入所しても、その入所期間中の休業に対しては休業補償給付は支給されない（昭和24年2月16日基収275号、昭和24年12月15日基収3535号）。なおこの場合は、社会復帰促進等事業の対象となる。
- 労働不能であること
  - 被災した事業場で、被災直前の作業に限らず、他の作業ができる場合には支給されない。
  - 学生のアルバイト等で、労務不能でありながら登校受講する場合は、休業（補償）給付を支給すべきものとされる（昭和28年4月6日基収969号）。
  - 特別加入者の場合、療養のため「業務遂行性が認められる範囲の業務または作業について」全部労働不能であれば、所得喪失の有無にかかわらずその支給事由となる。
- 賃金を受けない日であること
  - 賃金を全く受けない日はもちろん、平均賃金の60%未満の賃金しか受けられない日も含む。また懲戒処分等のため雇用契約上賃金請求権のない日も含む（浜松労基署長事件、最判昭和58年10月13日）。
  - 特別加入者の場合は、基本的に賃金という概念はないので、「賃金を受けない日」という要件は不要である（平成11年2月18日基発77号）。
- 待期期間を満了していること
  - 休業の最初の3日間は待期期間となり、支給されない（業務災害の場合は労働基準法による休業補償（平均賃金の60%以上）を事業主が支払う義務を負う（昭和40年7月31日基発901号）。通勤災害の場合は、事業主に休業の最初の3日間の分の補償義務がないため、支給を受ける権利はない。そのため、休業1〜3日目に年次有給休暇を取得する場合がある）。この待期期間は継続していると断続しているとを問わない。したがって実際に休業した日の第4日目から支給される（昭和40年7月31日基発901号）。またその間金銭を受けていても成立する。
  - 傷病が当日の所定労働時間内に発生し、所定労働時間の一部について労働することができない場合には、当日は「休業する日」に該当し、待期期間に算入される。いっぽう、所定労働時間終了後の残業中に傷病が発生した場合は、当日は休業日数に参入しない（昭和27年8月8日基収3208号）。
  - 待期期間中に平均賃金の60%以上の金額が支払われた場合は、使用者が労働基準法上の休業補償を行ったものとして取り扱われる。傷病が当日の所定労働時間内に発生し、所定労働時間の一部について労働することができない場合に、平均賃金と実労働時間に対して支払われる賃金との差額について60%以上の金額が支払われている場合であっても、特別な事情がない限り、労働基準法上の休業補償が行われたものと取り扱い、その日を休業する日として待期期間に算入する（昭和40年9月15日基災発14号）。

支給額は、
- 所定労働時間の全部が労働不能の場合は、給付基礎日額の60%
  - 全部労働不能の場合、差額支給の問題は生じない。つまり、平均賃金の60%未満の賃金を支払った場合でも、給付は全額支給される。一方、60%以上の金額を支払った場合は使用者が労働基準法上の休業補償を行ったものとして取り扱われるため、給付は受けられない。
- 所定労働時間の一部について労働不能の場合は、給付基礎日額から当該労働に対して支払われる賃金の額を控除して得た額（労働不能部分に対応する給付基礎日額）の60%
  - 最高限度額が適用される場合、最高限度額の適用がないものとした給付基礎日額から、当該労働に対して支払われる賃金の額を控除して得た額（その額が最高限度額を超えるときは、当該最高限度額に相当する額）の60%
- 労働者が船員保険の被保険者である場合は、以下の金額が休業手当金として休業補償給付に上乗せされ、船員保険から支給される。
  - 休業の最初の3日間は、標準報酬日額の100%
  - 休業4日目から4か月目までは、標準報酬日額の40%（休業補償給付の60%と併せると、実質上100%給付となる）
  - 療養開始日から1年6か月を経過した日以後の期間で、休業補償給付の額が標準報酬日額の60%相当額より少ない場合、標準報酬日額から休業補償給付の額を控除した額の60%（限度額の適用により休業補償給付が標準報酬日額の60%を下回る場合、その差額が支給され60%相当額が保障される）

休業補償給付・休業給付は、労働不能の日ごとにその翌日から起算して2年の時効にかかる（第42条）。
なお、労災の休業補償給付・休業給付とは別枠で、社会復帰促進等事業の休業特別支給金（後述）を申請すれば、休業の4日目から給付基礎日額の20%が追加で支給される。休業特別支給金の申請は、原則として休業補償給付・休業給付の支給申請と同時にしなければならない（申請書も同一の用紙である）。

### 傷病補償年金・傷病年金
業務災害又は通勤災害による傷病が療養開始後1年6か月を経過しても治らない（固定化しない）場合に、傷病等級（6か月以上の期間にわたって存在する障害の状態によって、1〜3級に認定する）に応じ支給される（第12条の8第3項）。なお、傷病（補償）年金は、休業（補償）給付に切り替えて支給される給付なので、傷病（補償）年金を受給した場合は、休業（補償）給付は受給できない。労働者が、1年6か月経過後1か月以内に「傷病の状態等に関する届」を所轄労働基準監督署長に提出し、（労働者の請求がなくても）所轄労働基準監督署長の職権により支給が決定・変更される。よって時効にかかることはない（昭和52年3月30日基発192号）。平成28年1月からは、「傷病の状態等に関する届」には、申請者の個人番号の記載が必要となる。また、労働基準法にこれに対応する災害補償はなく、労災保険独自の規定である。
年金支給額は、1級の場合は1年につき給付基礎日額の313日分、2級は277日分、3級は245日分となる。障害の程度に変更があった場合は、その翌月から新たな傷病等級に対応した年金額となる（第18条の2）。賃金等の調整規定はないので、事業主から一定の手当等の支払いを受けていたとしても減額されることはない。
療養の開始後3年を経過してなお傷病補償年金を受けている場合（業務災害の場合）は、労働基準法に定める打切補償との関係の問題が生じる。労働者が傷病補償年金を受けている場合、使用者は、療養開始日から3年経過後（3年経過後に受給権が発生した場合は、その受給権発生日）に打切補償を支払ったものとみなして労働基準法第19条に定める解雇制限が解除される。ただし実際の解雇に当たっては労働基準法第20条に定める手続きが必要である。なお、傷病年金の場合（通勤災害の場合）は、3年経過しても解雇制限は解除されない。
その他、社会復帰促進等事業としての傷病特別支給金、傷病特別年金がある。実務上は傷病補償年金・傷病年金の支給決定を受けた者については、傷病特別支給金の申請があったものとして取り扱われている（傷病特別支給金、傷病特別年金については職権で支給決定されるものではない、昭和56年6月27日基発393号）。

### 障害補償給付・障害給付
業務災害又は通勤災害による傷病が治った（症状が固定化した）後に、一定の基準により障害等級に基づき、年金（障害等級1〜7級）または一時金（障害等級8〜14級）が支給される（第15条）。年金を受けている者が就職して賃金を得た場合であっても、年金の支給が停止・減額されることはない。障害による労働能力（一般的な平均労働能力のことを指し、個々の労働者の特有の諸条件は含まない）の喪失に対する損害の填補が目的とされる。1〜3級はおおむね労働能力の永久的全部喪失、4〜7級は労働能力の永久的過半喪失に該当する。同一の事故による身体障害が2以上ある場合は、原則としてそのうち重いほうを適用する（併合）。
- 13級以上の身体障害が2以上あるときは重いほうの障害等級が1〜3級繰り上げる（併合繰り上げ）。
  - 13級以上の身体障害が2以上あるときは重いほうの障害等級が1級繰り上げる[注釈 22]。
  - 8級以上の身体障害が2以上あるときは重いほうの障害等級が2級繰り上げる。
  - 5級以上の身体障害が2以上あるときは重いほうの障害等級が3級繰り上げる。
- すでに身体障害（業務上であるか否かを問わない）を有する者が業務上・通勤による傷病により同一の部位について障害の程度を加重した場合は、加重後の障害の程度の障害等級とする。この場合、
  - 加重前・加重後とも7級以上の場合、「加重前の障害（補償）年金」と「加重後の障害（補償）年金額から加重前の障害（補償）年金を引いた額」の2つの障害（補償）年金が重ねて支給される。
  - 加重前・加重後とも8級以下の場合、加重前後の差額が一時金として支給される。
  - 加重前が8級以下、加重後が7級以上の場合、加重後の年金額は加重前の一時金額の1/25が引かれた額となる。

年金支給額は、1級の場合は1年につき給付基礎日額の313日分、2級は277日分であり、7級は131日分となる。一時金支給額は、8級の場合は給付基礎日額の503日分、9級は391日分であり、14級は56日分となる。年金受給者の障害の程度に変更があった場合は、その翌月から新たな傷病等級に対応した年金額となる（一時金の支給を受けた者の障害の程度が自然的に増悪・軽減した場合については、変更の取り扱いは行われない）（第15条の2）。平成28年1月からは、障害（補償）給付の申請には申請者の個人番号の記載が必要となる。
年金の受給者の負傷又は疾病が再発した場合は、年金の受給権は消滅し、再度療養（補償）給付を受けることになる。そして、再度治癒・症状の固定化があったときに、あらためてその該当する年金または一時金が支給される。一時金の受給者の負傷又は疾病が再発した場合は、再治癒後に残った障害の程度が従前より悪化したときのみ、差額支給が行われる。
障害（補償）年金受給権者の障害の程度に変更があった場合、遅滞なく所轄労働基準監督署長に文書で届出なければならない。一方、当該障害にかかる負傷又は傷病が治った場合（再発して治った場合を除く）は、届出は不要である。
当分の間、年金を受ける権利を有する者は、請求により1回に限り障害（補償）年金前払一時金の支給を受けることができる（附則第59条）。前払一時金支給額は、1級の場合は給付基礎日額の1340日分、2級は1190日分、7級は560日分までの範囲で受給権者が選択する。この請求は、治癒した日の翌日から起算して2年以内かつ年金の支給決定通知日の翌日から起算して1年以内に行わなければならない。前払一時金を受給した場合、障害（補償）年金はその額に達するまでの間支給が停止される。また、年金の権利者がその限度額に満たない額しか受けないまま死亡した場合は、遺族（生計を同じくしている者が優先）の請求により障害（補償）年金差額一時金が支給される（附則第58条）。
障害補償給付・障害給付は、傷病が治った日（症状が固定化した日）の翌日から起算して5年（前払一時金は2年）の時効にかかる（第42条）。
その他、社会復帰促進等事業としての障害特別支給金、障害特別年金（一時金）がある。（後述）

### 遺族補償年金・遺族年金
業務災害又は通勤災害により労働者が死亡した場合、遺族（労働者の収入によって生計を維持していた（労働者の収入によって生計の一部を維持されていれば足りる。したがって共稼ぎ等もこれに含まれる。昭和41年1月31日基発73号）受給資格者のうち最先順位者が受給権者となる）に年金、遺族（補償）年金の支給対象となる遺族がいない場合（受給権者の権利が消滅した場合を含む）は一時金が支給される（第12条の8第2項）。
対象となる遺族（受給資格者）の順位は次のとおりである。ここでいう「障害の状態」とは、労働者の死亡当時に障害等級5級以上または傷病が治らないで身体の機能もしくは精神に労働が高度の制限を受けるか、もしくは労働に高度の制限を加えることを必要とする程度以上の状態をいう。遺族（補償）年金・遺族補償一時金を受ける権利を有する者が2人以上あるときは、これらの者は、そのうち1人を、遺族補償年金の請求及び受領についての代表者に選任しなければならない。ただし、世帯を異にする等やむをえない事情のため代表者を選任することができないときは、この限りでない（規則第15条の5、第16条、第18条の9）。
1. 配偶者（妻は年齢等の要件なし。夫は60歳以上又は障害の状態にあること）
2. 子（18歳の年度末までの間にあるか、障害の状態にあること）
労働者の死亡当時胎児であった者が出生した場合は、将来に向かってその子は労働者の死亡当時にその収入によって生計を維持していた子とみなされるが、障害の状態で出生したとしても障害の状態にあったものとはみなされない。なおこのとき、胎児の母が労働者の死亡の当時その収入によって生計を維持していたかどうかは問われない。
遺族基礎年金、遺族厚生年金とは異なり、「現に婚姻をしていないこと」は要件とされていない。したがって既婚者であってもその他の要件を満たす限り受給権者となる（孫、兄弟姉妹も同様）。
3. 父母（60歳以上又は障害の状態にあること）
4. 孫（18歳の年度末までの間にあるか、障害の状態にあること）
5. 祖父母（60歳以上又は障害の状態にあること）
6. 兄弟姉妹（18歳の年度末までの間にあるか、60歳以上又は障害の状態にあること）
7. 上記太字の者（55歳以上60歳未満の者で障害の状態にないもの。ただし受給権者となっても60歳に達する月までの間は支給が停止される（若年支給停止）また60歳になっても順位は繰り上がらない）

18歳の年度末までにある子・孫・兄弟姉妹は18歳の年度末に、障害の状態にあるものはその事情がなくなった場合に、受給権は消滅する（失権）。なお労働者の死亡当時に18歳の年度末までにある子・孫・兄弟姉妹が障害の状態にあった場合、子・孫・兄弟姉妹が18歳の年度末に達してもその事情がなくならない限り失権しない。
年金額は、受給権者及びその者と生計を同じくしている受給資格者（若年支給停止者を除く）の人数により、1人の場合は給付基礎日額の153日分（55歳以上又は障害の状態にある妻については175日分）、2人の場合は201日分、3人の場合は223日分、4人以上の場合は245日分である。平成28年1月からは、遺族（補償）年金の申請には、申請者の個人番号の記載が必要である。
遺族の数に増減を生じたときは、その翌月から年金額が改定される。遺族（補償）年金を受けている者が老齢厚生年金を受けるようになっても年金額は減額されない。受給権者が死亡、婚姻等により失権した場合、後順位者がいれば次順位者に支給される（転給）。また、労働者の死亡当時に遺族（補償）年金の受給資格者がないときは、所定の受給権者（生計を維持していない配偶者等）に給付基礎日額の1000日分の遺族（補償）一時金が支給される。遺族（補償）年金の受給権者が失権した場合において既に受給した遺族（補償）年金が給付基礎日額の1000日分に満たない場合はその差額が所定の受給権者に遺族（補償）一時金として支給される。
当分の間、年金を受ける権利を有する遺族（若年停止者を含む）は、請求により1回に限り遺族（補償）年金前払一時金の支給を受けることができる（附則第60条）。前払一時金支給額は、給付基礎日額の200〜1000日分の範囲で受給権者が選択する。この請求は、年金の支給決定通知日の翌日から起算して1年以内に行わなければならない。
遺族補償年金・遺族年金は、労働者の死亡の日の翌日から起算して5年（前払一時金は2年）の時効にかかる（第42条）。
その他、社会復帰促進等事業としての遺族特別支給金、遺族特別年金（一時金）がある（後述）。なお労働者が令和8年3月26日までに石綿による業務上の疾病により死亡した場合、石綿救済法により、要件を満たせば令和14年3月27日までに請求することにより、死亡から5年経過後であっても遺族特別支給金が支給される。

#### 遺族補償年金における男性差別問題
遺族（補償）年金の受給において、妻には年齢制限が存在しない一方、60歳未満の夫（障害の状態にある者を除く）はたとえ無収入であっても遺族（補償）年金を受給できないため、性差別が存在するのではないか、とされる問題につき、大阪地方裁判所は2013年11月25日判決で、同趣旨の規定を持つ地方公務員災害補償法の当該規定を憲法違反であると判断したが、二審の大阪高等裁判所は2015年6月19日判決で「不合理な差別とはいえない」として一審の違憲判決を取り消し、合憲と判断した。最高裁判所も2017年3月21日判決で大阪高裁の判決を支持し、当該規定が合憲であることが確定した。

### 葬祭料・葬祭給付
業務災害又は通勤災害により労働者が死亡した場合、葬祭を行なう者（通常は遺族であるが、遺族がいない場合に社葬を行った場合は当該会社になる。昭和23年11月29日基災収第2965号）に支給される（第12条の8第2項）。支給額は、「給付基礎日額の30日分に315,000円を加えた額」「給付基礎日額の60日分」のいずれか高い方である（第17条）。
葬祭料・葬祭給付の請求をする者が遺族補償年金の受給権者である必要はなく、また請求の際に葬祭に要した費用を証明する書類等の提出は必要ない。なお、傷病補償年金を受給していても、私傷病が原因で死亡した場合は葬祭料・葬祭給付は支給されない。
葬祭料・葬祭給付は、労働者の死亡の日の翌日から起算して2年の時効にかかる（第42条）。

### 介護補償給付・介護給付
障害補償年金又は傷病補償年金を受ける権利を有する労働者が、その受ける権利を有する障害補償年金又は傷病補償年金の支給事由となる障害であって、1級又は2級（2級は精神神経、胸腹部臓器の障害に限る）のものにより、常時又は随時介護を要する状態にあり、かつ、常時又は随時介護を受けているときに、当該介護を受けている間（入院中や障害者自立支援法による施設等において生活介護を受けている場合を除く）、介護費用が当該労働者に対し実費支給される（第12条の8第14項）。上限は常時介護を要する状態にある場合は月105,290円、随時介護を必要とする状態にある場合は月52,650円である。親族等による介護を受けた日のある月は、介護費用を支出していなくても最低保障額として常時介護を要する状態にある場合は月57,190円、随時介護を必要とする状態にある場合は月28,600円が支給される（規則第18条の3の4）。なお介護を要する状態にあっても実際に介護を受けている場合でなければ支給されない。労働基準法にこれに対応する災害補償はなく、労災保険独自の規定である。なお介護を受け始めた月については、以下の取扱いとなる。
- 介護費用を支出して介護を受け始めた月については、実費が最低保障額に満たない場合でも、実費のみを支給する。
- 介護費用を支出しないで親族等による介護を受け始めた月については、給付を行わず、翌月より支給する。

障害（補償）年金を受ける権利を有する者が介護（補償）給付を請求する場合には、当該障害（補償）年金の請求と同時に、又は請求をした後にしなければならない。傷病（補償）年金の受給権者の場合は、当該傷病（補償）年金の支給決定を受けた後に請求を行う。
介護補償給付・介護給付は、介護を受けた月の翌月の初日から起算して2年の時効にかかる（第42条）。

### 二次健康診断等給付
近年、定期健康診断における有所見率が高まっているなど、健康状態に問題のある労働者が増加している中で、業務による過重負荷により基礎疾患が自然経過を超えて急激に著しく増悪し、脳血管疾患及び心臓疾患を発症して死亡又は障害状態に至ったものとして労災認定された件数は、増加傾向にある。脳及び心臓疾患は生活習慣病といわれ、偏った生活習慣に起因することが多い疾病であるが、業務に起因するストレスや過重な負荷により発症する揚合もあるところである。脳及び心臓疾患の発症は、本人やその家族はもちろん、企業にとっても重大な問題であり、社会的にも様々な問題を惹起している。今後、労働者の高齢化がさらに進展し、脳及び心臓疾患に係る労災請求事案の増加が懸念される中、労働者に起こり得る甚大な被害の発生を防ぐことの重要性が増しているところである。一方、医療の分野においては、予防の重要性が広範に認識されるようになっているところであるが、脳及び心臓疾患については、労働安全衛生法で定める定期健康診断等により、その発症の原因となる危険因子の存在を事前に把握し、かつ、適切な保健指導を行うことにより発症を予防することが可能である。こうした観点から、平成13年4月の改正法施行により「二次健康診断等給付」を創設することとしたものである（平成13年3月30日基発第233号）。
二次健康診断等給付は、労働安全衛生法による健康診断のうち、直近のもの（一次健康診断）において、血圧検査、血液検査その他業務上の事由による脳血管疾患及び心臓疾患の発生にかかわる身体の状態に関する検査であって、厚生労働省令で定めるものが行われた場合において、当該検査を受けた労働者がそのいずれの項目にも異常の所見があると診断されたときに、当該労働者の請求により行う（第26条1項）。二次健康診断等給付はその性質上、脳血管疾患等及び心臓疾患を予防するための給付であるため、一次健康診断の結果その他の事情によりすでに脳血管疾患等及び心臓疾患の症状を有する労働者は給付を受けることはできない。また特別加入者は労働安全衛生法でいう労働者ではないため同法の適用を受けず、二次健康診断等給付は受けることができない（平成13年3月30日基発第233号）。「血圧検査、血液検査その他業務上の事由による脳血管疾患及び心臓疾患の発生にかかわる身体の状態に関する検査であって、厚生労働省令で定めるもの」は、以下の通りである（施行規則第18条の16第1項）。
- 血圧の測定
- 血中脂質の検査（次の検査のいずれか1つ以上とする）
  - 低比重リポ蛋白コレステロール（LDLコレステロール）
  - 高比重リポ蛋白コレステロール（HDLコレステロール）
  - 血清トリグリセライド（中性脂肪）
- 血糖検査
- 腹囲の検査又はBMIの測定

二次健康診断等給付の給付の内容は、以下の通りである（現物給付。第26条2項、平成13年3月30日基発第233号）。
二次健康診断
脳血管および心臓の状態を把握するために必要な検査のこと（一次健康診断の検査は除く）で、厚生労働省令で定めるものを行う医師による健康診断（1年度につき1回に限る）。
- 「脳血管及び心臓の状態を把握するために必要な検査であって厚生労働省令で定めるもの」とは、以下の通りである（施行規則第18条の16第2項）。
  - 空腹時の低比重リポ蛋白コレステロール（LDLコレステロール）、高比重リポ蛋白コレステロール（HDLコレステロール）及び血清トリグリセライドの量の検査
  - 空腹時の血中グルコースの量の検査
  - ヘモグロビンA-c検査（一次健康診断において当該検査を行つた場合を除く）
  - 負荷心電図検査又は胸部超音波検査
  - 頸部超音波検査
  - 微量アルブミン尿検査（一次健康診断における尿中の蛋白の有無の検査において疑陽性（±）又は弱陽性（＋）の所見があると診断された場合に限る。）

特定保健指導
二次健康診断の結果に基づき、脳血管疾患等及び心臓疾患の発生の予防を図るために、面接により行われる医師又は保健師の保健指導（二次健康診断ごとに1回に限る）。二次健康診断の結果その他の事情によりすでに脳血管疾患等及び心臓疾患の症状を有すると認められる労働者については、療養を行うことが必要であるため、当該二次健康診断に係る特定保健指導は行われない（第26条3項、平成13年3月30日基発第233号）。
二次健康診断等給付は、労災病院、又は労災指定医療機関等で行われる。二次健康診断等給付の請求は、天災その他やむをえない理由がある場合を除き、一次健康診断を受けた日から3か月以内に、以下の事項を記載した請求書に、一次健康診断において上記の検査のいずれの項目にも異常の所見があると診断されたことを証明することができる書類（事業主の証明が必要）を添えて、当該病院等を経由して所轄都道府県労働局長に対して行わなければならない（施行規則第18条の19）。
- 労働者の氏名、生年月日及び住所
- 事業の名称及び事業場の所在地
- 一次健康診断を受けた年月日（事業主の証明が必要）
- 一次健康診断の結果
- 二次健康診断等給付を受けようとする健診給付病院等の名称及び所在地
- 請求の年月日

事業主は、二次健康診断の日から3か月以内に労働者からその結果を証明する書面の提出を受けたときは、提出の日から2か月以内に、結果に基づいた労働者の健康保持のための意見を医師に聴かなければならず、聴取した医師の意見は健康診断個人票（労働安全衛生規則第51条）に記載しなければならない（平成13年3月30日基発第233号）。
二次健康診断等給付は、労働者が一次健康診断の結果を了知しうる日の翌日から起算して2年の時効にかかる（第42条）。もっとも、二次健康診断等給付の請求は、原則一次健康診断を受けた日から3か月以内に行わなければならないことから、時効が問題となるのは特定保健指導を受ける場合に限られる。

## 社会復帰促進等事業
社会復帰促進等事業（旧労働福祉事業）は、政府が独立行政法人労働者健康安全機構等に行わせる各種事業である（第29条）。次の事業がおこなわれる。
- 社会復帰促進事業
  - 被災労働者のための療養・リハビリテーション施設（労災病院など）の設置・運営、補装具の支給等
- 被災労働者等援護事業
  - 特別支給金、労災就学援護費、労災就労保育援護費及び休業補償特別援護金等の支給、年金受給権を担保とする小口資金の貸し付け
- 安全衛生確保等事業
  - 職業性疾病に関する総合的な調査・研究、労働災害の防止に関する啓蒙指導、労働災害防止協会に対する補助金の支給、未払賃金の立替払事業

### 特別支給金
業務災害・通勤災害に遭った労働者が労災保険の各種給付と同時に、各種特別支給金を申請する場合が多いが、基本的には労災保険の各種給付とは別枠の制度である。したがって、事業主からの費用徴収は行わず（不正受給者からの費用徴収は、不当利得として民事上の手続きにより返還を求めることになる）、損害賠償との調整も、社会保険との併給調整も行わない（特別支給金支給規則に、労災保険法を準用する規定がない）。前払一時金を受給しても、特別支給金は支給停止されない。特別支給金の申請は原則として保険給付の請求と同時に、所轄労働基準監督署長に対して行い、支給事務も労働基準監督署長が行う。申請は支給要件を満たすこととなった日の翌日から5年以内（休業特別支給金のみ2年以内）に行わなければならない。なお特別支給金の決定に不服があっても、不服申立てをすることはできない。
交通事故等の第三者行為を原因として業務災害・通勤災害を被った場合に特別支給金の給付を受けても、支給元（政府）は加害者への損害賠償請求権を代位取得することはない。このことはつまり、賠償、自動車保険（自賠責、人身傷害、対人保険）、示談、訴訟上の解決等により、損害の補填を受けた場合であってもなお、社会復帰促進等事業の特別支給金を受ける事ができることを意味する（一部例外あり）。例として、交通事故により第三者行為として通勤災害を被り、自動車保険（自賠責、人身傷害、対人保険）からの休業補償を、休業損害額の満額（100%）の支払いを受けた場合であっても、社会復帰促進等事業の休業特別支給金を申請する事によって、休業の4日目相当分から、給付基礎日額の20%（合計で休業損害額の120%）の給付を受ける事ができる。なおこの場合、労災保険からの休業補償給付等は受けることができない。対人保険の過失相殺により休業損害額の100%未満を受領した場合は、まず休業補償給付の支給調整により損害額が100%に満ちるまで（ただし最大60%）の休業補償給付を受けて、加えて休業特別支給金20%が支給調整なしに支給されることになる。

#### 定額・定率の特別支給金
仕組み上、労災保険の各種給付と同時に給付される場合が多い。算定基礎が給付基礎日額である場合は、要件を満たしたときはスライド改定が行われる。
- 休業特別支給金：休業（補償）給付の対象となる日1日につき、休業給付基礎日額の20%
- 傷病特別支給金（一時金）：傷病（補償）年金の受給権者に対し、傷病等級1級の者は114万円、2級は107万円、3級は100万円
- 障害特別支給金（一時金）：障害（補償）給付の受給権者に対し、障害等級1級の者は342万円、2級は320万円、14級は8万円
  - 傷病特別支給金を受給した労働者の傷病が治癒し、身体障害が残った場合には、当該障害に応ずる障害特別支給金の額が既に受給した傷病特別支給金の額を超える場合に限り、その超える額に相当する額が障害特別支給金として支給される。
- 遺族特別支給金（一時金）：遺族（補償）給付の受給権者（いないときは遺族（補償）一時金の受給権者）に対し、300万円（受給権者が複数いる場合は、その人数で頭割り）

#### ボーナス特別支給金
負傷・発病の日以前1年間（雇い入れ後1年未満の者については、雇い入れ後の期間）に支払われた特別給与（労働基準法第12条4項でいう「3か月を超える期間ごとに支払われる賃金」をいう。以下同じ）の総額（算定基礎年額。150万円か、給付基礎日額の365倍の20%の、いずれか低いほうが上限）を基礎として算定される。年金または一時金として支給を受けることができる。なお、ボーナス特別支給金については、特別加入者には支給されない。要件を満たしたときはスライド改定が行われる。
- 傷病特別年金（傷病等級1〜3級）:1級は算定基礎日額（年額/365）の313日分、2級は277日分、3級は245日分
  - 傷病差額特別支給金が加算される場合がある。
- 障害特別年金（障害等級1〜7級）、障害特別一時金（障害等級8〜14級）、障害特別年金差額一時金（障害等級1〜7級）
- 遺族特別年金、遺族特別一時金
  - 遺族（補償）年金が60歳になるまで支給停止されているものについては、特別支給金も支給停止される。

### 労災就学援護費
業務災害または通勤災害によって死亡した者の遺族や、重度障害を受け、あるいは長期療養を余儀なくされた者で、その子供等に係る学資等の支弁が困難であると認められる者に支給される。申請は所定の申請書に在学者等に関する在学証明書その他所定の資料を添えて、所轄労働基準監督署長に対して行い、支給事務も労働基準監督署長が行う。原則として卒業まで支給され、卒業後も返還は不要である。ただし在学者等が在学中に婚姻をしたときはその翌月以降支給は行わない。
以下のいずれかに該当した場合に支給対象となる。ただし、年金給付基礎日額が16,000円を超えないことが必要である。
- 年金受給者本人やその子が、学校や専修学校に在学したり、公共職業能力開発施設において一定の職業訓練を受けていて、学資等の支弁が困難な場合
- 年金受給者本人やその家族で、就労のために児童を保育所や幼稚園にあずけており、その費用を援護する必要があると認められる場合
- 年金受給者本人やその子が、職業能力開発総合大学校において長期課程による指導員訓練を受けていて、平成26年3月31日以前に支給すべき事由（学資等の支弁が困難）が生じた方（経過措置）

対象となる給付は次の通り。
- 遺族補償年金
- 障害補償年金（障害等級1級~3級に限る）
- 傷病補償年金（脊髄損傷等傷病の程度が特に重篤であると認められる者に限る。また受給権者本人が在学者等である場合は対象外）

給付額は1人につき次の通り。
- 保育を要する児童、小学生:月額12,000円
- 中学生、高校生:月額16,000円（通信制課程に在学する者にあっては13,000円）
- 大学生、公共職業能力開発施設や職業能力開発総合大学校で所定の訓練を受ける者:月額39,000円（通信制課程に在学する者にあっては30,000円）

## 併給調整
同一の事由により、労災保険の年金給付と、社会保険（国民年金・厚生年金等）の年金給付が支給されるとき、当該労災保険の年金給付額に所定の調整率（0.73〜0.88）が乗じられて減額支給される（社会保険の側では調整されない。ただし共済年金の場合は、労災保険は減額されない。）。同一の事由である限り、それぞれの受給権者が異なる場合であっても調整の対象となる。ただし、調整により受給総額が減少してしまう場合、調整前の労災保険給付額から社会保険給付額を引いた額を調整後の労災保険給付額とする。つまり、少なくとも併給により年金受給総額の低下が発生しないようになっている。なお同一の事由により遺族厚生年金・障害厚生年金の受給の開始・終了・額の変更があったときは、遅滞なく所轄労働基準監督署長に文書で届出なければならない。
同一の事由により、労災保険の障害（補償）一時金と、厚生年金の障害手当金が支給される場合、障害（補償）一時金が全額支給され、障害手当金は支給されない。
なお、同一の事由によらない場合は、労災保険の年金給付と社会保険の年金給付は併給できる。例えば、親の死亡により遺族補償年金を受けている者が、配偶者の死亡により遺族基礎年金を受けることになった場合、両者は併給できる（同一人の死亡でないため）。

## 保険給付を受ける者の保護
保険給付を受ける権利は、実際に労働災害が起こった会社を退職しても消滅することはない。また譲り渡し、担保に供し、又は差し押さえをすることもできない（第12条の5）。ただし、年金たる保険給付を独立行政法人福祉医療機構が行う小口貸付の担保に供する場合は例外である。なお休業（補償）給付については受任者払いが認められていて、労働者が事業主等にその受領を委任しているときは、原則として当該事業主等に支払われる。
保険給付を受ける権利を有する者が死亡した場合において、その死亡した者に未支給の保険給付（請求自体がなされていないものを含む）があるときは、死亡当時その者と生計を同じくしていた遺族（配偶者、子、父母、孫、祖父母、兄弟姉妹。公的年金とは異なり「3親等以内の親族」は含まない。また「生計維持」までは求められていない）は、自己の名でその未支給の保険給付の支給を請求することができる（第11条1項、2項）。未支給の保険給付の請求権者がいない場合、死亡した受給権者の相続人が請求権者となり、未支給の保険給付の請求権者がその支給前に死亡した場合、その死亡した請求権者の相続人がその支給を受けることができる（昭和41年1月31日基発73号）。なお遺族（補償）年金については転給があるため、受給権者の遺族ではなく死亡した労働者の遺族が未支給の保険給付を受給することになる。未支給の保険給付を受けるべき同順位者が2人以上あるときは、その1人がした請求は、全員のためその全額につきしたものとみなし、その1人に対してした支給は、全員に対してしたものとみなす（つまり、未支給の保険給付は代表者1人に対して支給するものであり、親族間の調整はその代表者の責任で行わなければならない。第11項4項）。
さらに租税その他の公課は、労災給付として支給を受けた金銭を標準として課することができない（第12条の6）。労災保険に関する書類に印紙税は課されない（第44条）。
なお特別支給金については保険給付とは異なるため、譲渡等の対象となる（退職後の権利や公課の禁止は運用上保障されている）。

## 保険給付制限
労働者が故意に事故を生じさせた場合は、保険給付は全く行われない（絶対的支給制限、第12条の2の2第1項）。業務遂行性の有無は問わない。ここでいう「故意」とは、「結果の発生を意図した故意」をいい、事故発生の直接の原因となった行為が法令上の危害防止に関する規定で罰則の附されているものに違反すると認められる場合について適用される（昭和52年3月30日基発192号）。したがって、「未必の故意」はここでいう故意に含まれないものと解される。
- もっとも、自殺を一律に「故意」と判断するのは妥当ではない。例えば、業務上の精神障害によって、正常な認識、行為選択能力が著しく阻害され、又は自殺行為を思いとどまる精神的な抑制力が著しく阻害されている状態で自殺が行われたと認められる場合には、結果の発生を意図した故意には該当しない。遺書を残して自殺したとしても、遺書自体は自殺に至る経緯に係る一資料にすぎない（平成11年9月14日基発545号）。
- 被災労働者が結果の発生を認容していたとしても、業務との因果関係が認められる事故については支給制限は行わない。
- 二次健康診断等給付については、支給制限の問題は生じない（平成13年3月30日基発第233号）。

労働者が故意の犯罪行為もしくは重大な過失により事故を生じさせた場合は、給付額（休業・傷病・障害（補償）給付）の30％を減額される場合がある（相対的支給制限。ただし年金給付については、療養開始後3年以内に支払われる分に限る。第12条の2の2第2項）。「故意の犯罪行為」とは、事故の発生を意図した故意はないが、その原因となる犯罪行為が故意によるものをいう（昭和52年3月30日基発192号）。
労働者が正当な理由なく療養上の指示に従わず悪化、または回復を妨げた場合は、休業（補償）給付の場合は10日分、傷病（補償）年金の場合は10/365の相当額を減額される場合がある（相対的支給制限）。
労働者が正当な理由なく報告書等の届出・物件の提出をしないときは、保険給付の支払いを一時差し止めをすることができる。
労働者が少年院、刑事施設等に収容等の場合、休業（補償）給付の支給は行わない（未決勾留の場合を除く）（第14条の2）。この期間は待期にも数えられない。
特別加入者の場合、次の事故に係る保険給付及び特別給付金の全部または一部を行わないことができる。
- 中小事業主（第1種特別加入者本人）の故意または重大な過失によって生じた業務災害の原因である事故
- 中小事業主、一人親方等の団体、又は海外派遣者の派遣元の団体もしくは事業主が、特別加入保険料を滞納している期間（督促状の指定期限後の期間に限る）中に生じた事故

## 労災保険給付と第三者行為
労働災害の発生が第三者の行為を原因とする場合には、いったん政府から労働者に保険給付が支払われた後で、政府から、その原因を生じさせた第三者に対して価額の限度で求償権の行使（請求）が行われる（ただし、特別支給金は「保険給付」ではないので、求償は行われない）。当該第三者から同一の事由について先に損害賠償を受けたときは、その価額の限度で政府は保険給付をしないことができる。損害賠償との調整は、災害発生後3年間に支給事由が生じたものについてのみ行うこととされる（平成25年3月29日基発032911号）。示談が真正に成立し、かつその内容が損害全部の填補を目的としているときには、保険給付（災害発生後7年を経過した場合の年金給付を除く）は行われない。示談によりその限度において損害賠償請求権を喪失した後においては、たとい政府が保険給付を行ったとしても、喪失した損害賠償請求権の法定代位権の発生する余地はない（小野運送事件、最判昭和38年6月4日）。調整の対象となる損害賠償は、保険給付によって填補される損害を填補する部分に限られるので、精神的損害や物的損害に対する損害賠償（慰謝料、見舞金、香典等名目は問わない）は損害賠償を受けても調整の対象とはならない（平成8年3月5日基発99号）。なお第三者行為による場合、その旨（第三者が不明である場合は、不明である旨）を届け出ることとされ、この届出をしないときは、政府は保険給付の支払いを一時差し止めることができる（第47条の3）。二次健康診断等給付については、第三者に対する損害賠請求権の取得の問題は生じない（平成13年3月30日基発第233号）。
使用者が有責者である場合において、労災保険から保険給付がなされれば、使用者は労働基準法上の災害補償責任を免れ、その価額の限度で民事上の損害賠償責任も免れる（労働基準法第84条）。しかし保険給付が年金である場合、最高裁判所は「いまだ現実の給付がない以上、たとえ将来にわたり継続して給付されることが確定していても、受給権者は使用者に対し損害賠償の請求にあたりこのような将来の給付額を損害賠償債権が控除することを要しない」（最判昭和52年10月25日）として、使用者に対して損害賠償請求できるとの立場をとっている。この問題を調整するため、障害（補償）年金または遺族（補償）年金の受給権者（受給権発生時に前払一時金を請求することができる者に限る）が、同一の事由について事業主からこれらの年金給付に相当する民事損害賠償を受けることができるときは、事業主は、年金給付の受給権が消滅するまでの間は前払一時金の最高限度額の範囲内で、履行を請求されたとしても損害賠償の履行をしないことができる（履行猶予）。そして履行猶予がなされている期間中において受給権者に労災保険から年金または一時金が支給されたときは、事業主はその支給額の範囲内で損害賠償の責めを免れる（免責）（附則第64条）。この部分については、通常支払う事業主はいないが、もし事業主が支払った場合は、被災労働者は事業主からと労災保険からと二重に填補を受けることになる。また、対応する保険給付がない精神的損害や物的損害に対する損害賠償、労災保険給付に上積みして支給される企業内の補償金、受給権者本人以外の遺族が受けた損害賠償については調整の対象とはしない。支給調整は、9年か、就労可能年齢を超えるに至った時までの期間のうちいずれか短い期間を限度として行う（停止期間が終われば、給付は再開する）。なお同僚労働者が加害者であって事業主に使用者責任が成立する場合、政府は求償を控える扱いとなっている（昭和61年6月30日基発383号）。有責者が元請ほか営業上の得意先である場合の問題点については、労働災害#労災隠しの項を参照。

## 不服申立て・取消訴訟
保険給付に関する決定に不服のある者は、各都道府県労働局に置かれる労働者災害補償保険審査官に対して審査請求をすることができる（第38条、40条）。この審査請求は、審査請求人が原処分のあったことを知った日の翌日から起算して3か月を経過したときはすることができない（労働保険審査官及び労働保険審査会法第8条）。保険給付に関する決定の処分の取消の訴え（取消訴訟）は、審査請求に対する審査官の決定を経た後か審査請求をした日から3か月を経過しても審査請求についての決定がない場合（審査官が棄却したものとみなすことができる）でなければ提起することはできない（審査請求前置主義）。
審査官の決定に不服のある者は、厚生労働省内に置かれる労働保険審査会に対して再審査請求をすることができる（二審制）。再審査請求は、決定書の謄本が送付された日の翌日から起算して2か月を経過したときはすることができない。なお、従前、原則、審査請求及び再審査請求手続を経なければ出訴できないという二重前置があったが、2016年の労災保険法改正を含む「行政不服審査法の施行に伴う関係法律の整備等に関する法律」（平成26年法律第69号）の施行により、再審査請求手続を経なくても取消訴訟を提起することができるようになった。また、審査請求の日から3か月を経過しても審査官による審査請求についての決定がないときは、審査官が審査請求を棄却したものとみなし、取消訴訟を提起することができる。
「保険給付に関する決定」以外の処分（事業主からの費用徴収に関する処分、不正受給者からの費用徴収に関する処分、特別加入の承認に関する処分等）について不服のある者は、最上級庁たる厚生労働大臣に対して直接審査請求を行う（一審制、第41条）。これらの処分の場合は審査請求前置主義は適用されない。
- 労働基準監督署長の行う労災就学援護費の支給又は不支給の決定は、法を根拠とする優越的地位に基づいて一方的に行う公権力の行使であり、被災労働者又はその遺族の上記権利に直接影響を及ぼす法的効果を有するものであるから、抗告訴訟の対象となる行政処分に当たる（最判平成15年9月4日）。これを受け、社会復帰促進等事業のうち、以下の事業については処分性があるものとして取り扱う。なおこれらは第38条でいう「保険給付に関する決定」には該当しないので、労働保険審査官及び労働保険審査会法による審査請求の対象とはならず、行政不服審査法による審査請求の対象となる。また行政事件訴訟法による抗告訴訟の対象となる（平成22年12月27日基発1227第1号）。なお特別支給金の支給・不支給の決定については処分性はないものとされる。
  - 労災就学援護費・労災就労保育援護費の支給・不支給
  - 義肢等補装具費の支給の承認・不承認
  - 外科後処置の承認・不承認
  - アフターケア健康管理手帳の交付・不交付
  - アフターケア通院費の支給・不支給
  - 労災はり・きゅう施術の承認・不承認

## 沿革
- 1947年（昭和22年）- 「労働者災害補償保険法」（昭和22年4月7日法律第50号）が労働基準法と同時に制定される。労働基準法によって業務上災害についての事業主の無過失賠償責任の理念を確立し、同時に労働基準法に基づく使用者の災害補償責任を社会保険によって担保する。
- 1965年（昭和40年）- 保険給付の本格的な年金化（障害補償給付、遺族補償給付）。
- 1972年（昭和47年）- 従来、一定規模以上の事業に限定してきた労災保険の適用を、原則全面適用とした。これにより、労働者を使用するすべての事業は当然に労災保険に加入しなければならないこととなった。
- 1973年（昭和48年）- 通勤災害保護制度の創設。
- 1995年（平成7年）- 介護（補償）給付の創設。
- 2000年（平成12年）- 二次健康診断等給付の創設。